# 민훈기 (축구 선수)
민훈기(한국 한자: 閔勳基, 1992년 6월 8일 ~ )는 대한민국의 축구 선수이며, 포지션은 수비수이다.